# Porciunkule (pouť)

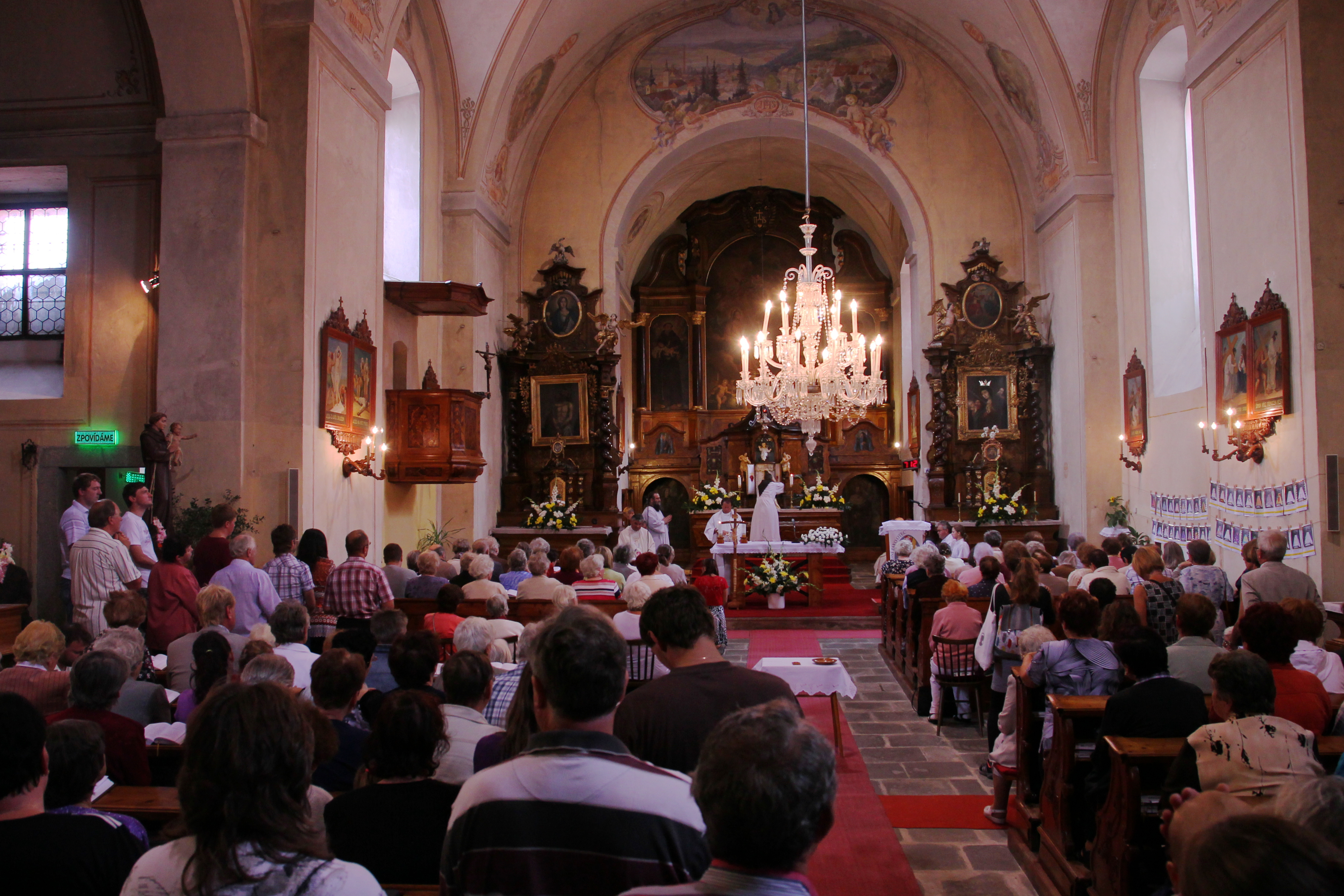
Mše svatá u příležitosti Porciunkule, kostel sv. Felixe, Sušice; celebruje P. Vítězslav Holý (2016)

Porciunkule (také porcinkule) je tradiční pouť konaná první srpnový víkend v některých českých a moravských městech, jejichž historie je spjatá s františkánským řádem. V náboženském významu je porcinkule výroční církevní slavnost konaná 2. srpna ve františkánských (a kapucínských) kostelech, spojená s udílením tzv. plnomocných odpustků a doprovázená lidovou poutí. Slovo porcinkule je také zlidovělým názvem pro svátek Panny Marie Andělské slavený 2. srpna.

## Název a historie
Název je zkomolením italského místního jména Porzioncula, Porziuncola či latinsky Portiuncula (údělíček, podílek, malý pozemek). Jde o kapličku v Assisi, která se dnes nachází uvnitř baziliky Panny Marie Andělské (Santa Maria degli Angeli). Je považována za kolébku františkánského řádu. Jeho zakladatel, sv. František z Assisi, kostelík získal pro svou řeholi, založil zde společně se svatou Klárou řád klarisek a zde také v roce 1226 zemřel. Podle legendy obdržel svatý František od papeže Honoria III. pro tento kostelík privilegium plnomocných odpustků. Papež Sixtus IV. je rozšířil na všechny kostely prvního a druhého řádu sv. Františka, zatím jen pro františkány. V roce 1622 bylo privilegium rozšířeno Řehořem XV. pro všechny věřící, kteří po zpovědi a svatém přijímání navštěvovali tyto kostely v určené dny. Později téhož roku rozšířil Řehoř privilegium i na všechny kapucínské kostely. Pozdější papežové je rozšířili na všechny kostely s nějakým vztahem k františkánskému řádu. S poutí je spojováno tradiční pečivo – preclíky.

## Porcinkule v Česku
Porcinkule se jako lidová zábavní pouť s atrakcemi slaví v Hostinném, Jindřichově Hradci, Opočně, Zásmukách a od roku 2014 ve Voticích. Charakter náboženské pouti má v Sušici, Červeném Újezdě, Jablunkově, Moravské Třebové, Slaném, Suchdole u Prostějova, Hořovicích, Dačicích a Uherském Hradišti.